# Herman Deutmann
Hermanus Franciscus Johannes Maria Deutmann (* 8. Juni 1870 in Zwolle; † 25. Dezember 1926 in Den Haag) war ein niederländischer Hoffotograf.

## Leben und Werk
Herman Deutmann war der Sohn des Fotografen Franz Wilhelm Heinrich (Frans) Deutmann (1840–1906) und Theresia Jacoba Francisca Kors. Er war ein jüngerer Bruder des Malers der zweiten Generation der Larener Schule Franz Deutmann.
Deutmann arbeitete zunächst für seinen Vater in Zwolle. Er heiratete Aleida Mathilda Boerboom (1864–1929) im Jahr 1895. Das Paar ließ sich in Den Haag nieder, wo er ein Studio in der 55 Zeestraat eröffnete. Fünfzig Jahre zuvor war sein Großvater Franz Wilhelm Deutmann einer der ersten Fotografen in Den Haag.
Als Fotograf war er in Hannover, Bremen, Zwolle, London, Deventer und Den Haag tätig.
Bekannt wurde er unter anderem durch seine künstlerischen Porträts von Politikern und Staatsmännern sowie Mitgliedern der niederländischen Königsfamilie. Er fotografierte auch die Inthronisation der Königin Wilhelmina (1898), die Hochzeit der Königin mit Heinrich zu Mecklenburg (1901) und die Eröffnung des Friedenspalast in Den Haag (1913). Franz Ziegler arbeitete einige Zeit als Assistent in seinem Studio.
Deutmann war Mitbegründer des Nederlandsche Fotografen Kunstkring (Niederländische Fotografen Kunstvereinigung), dessen Vorsitzender er zehn Jahre lang war. Er starb im Alter von 56 Jahren und wurde auf dem Friedhof Oud Eik en Duinen in Den Haag bestattet.
Sein Fotoatelier wurde vom Hoffotografen Franz Ziegler übernommen und weitergeführt.

## Bilder von Deutmann

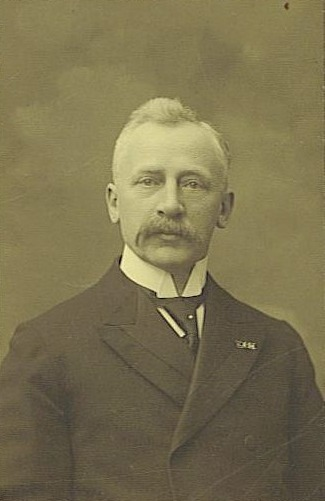
Rienk van Veen (1912), niederländischer Politiker
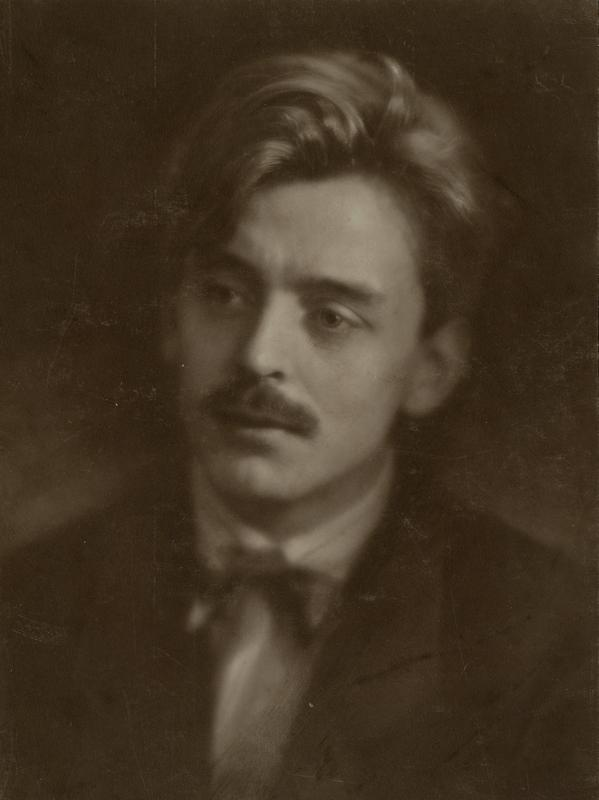
Porträt des Franz Ziegler von Herman Deutmann
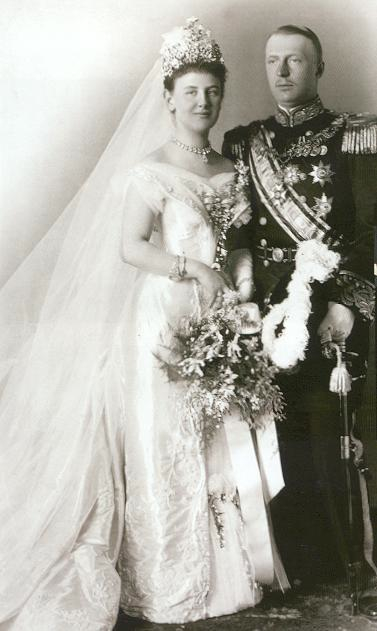
Detail Hochzeitsfoto Wilhelmina und Hendrik
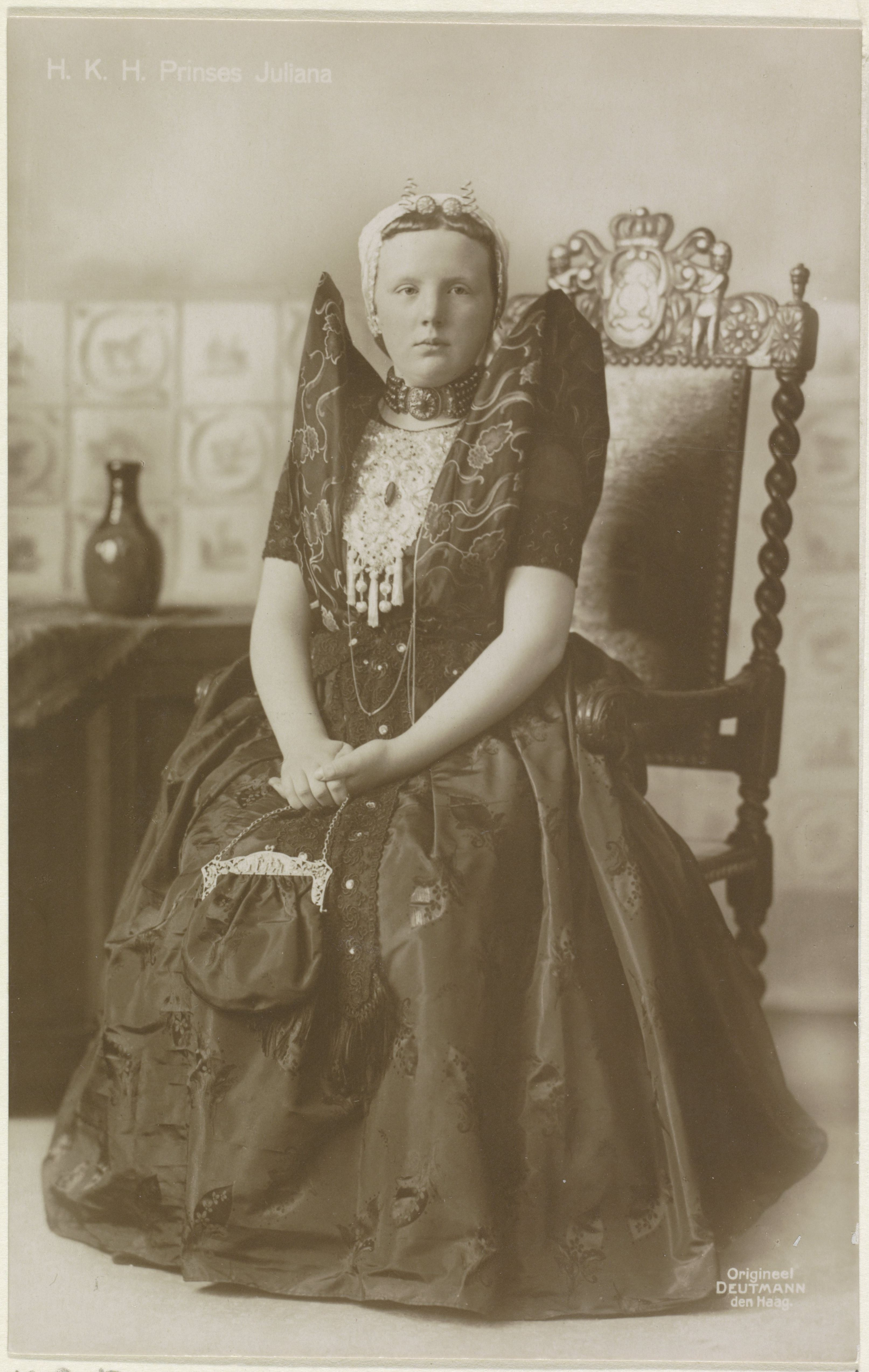
Juliana (1922)